# Козарик
Коза́рик —  село в Україні, у Троїцькій селищній громаді Сватівського району Луганської області. Населення становить 156 осіб. Орган місцевого самоврядування — Тополівська сільська рада.

## Населення

### Мова
Розподіл населення за рідною мовою за даними перепису 2001 року:
| Мова       | Кількість | Відсоток |
| ---------- | --------- | -------- |
| російська  | 142       | 91.03%   |
| українська | 14        | 8.97%    |
| Усього     | 156       | 100%     |